# Lo Ganyol
Lo Ganyol és una muntanya de 396 metres que es troba al municipi de Paüls, a la comarca catalana del Baix Ebre.